# Historia del uniforme del Real Club Deportivo Espanyol
La Indumentaria del Real Club Deportivo Espanyol es el utilizado por los jugadores «Periquitos» tanto en competencias nacionales como internacionales, desde el primer equipo hasta los juveniles, como también el equipo femenino.
La vestimenta titular histórica usada por el club consta de camiseta blanca con bastones azules, pantalón azul y medias blancas, la cual ha sufrido leves cambios de diseños.
La vestimenta alternativa ha tenido varios colores como diseños, actualmente se compone de camiseta roja, pantalón rojo y medias rojas.

## Antecedentes

### Club Español de Foot-ball
Con la fundación del club, con estrecheces económicas a diferencia de otros clubes de origen extranjero con de por sí mayor capacidad de inversión inicial, uno de los primeros directivos disponía de tela de color amarillo en su negocio textil (Juan Bautista Bou García), de la cual se aprovechó para confeccionar la que fue la primera camisa del equipo.
| 1900 | 1901–06 |

### X Sporting Club
En 1902 surge la sociedad Foot-ball Club X, quien desde sus inicios mantuvo muy buenas relaciones con el club españolista. No en vano, fue uno de los clubes que propició el renacer de la entidad españolista en 1909 cuando tuvo que suspender sus actividades en 1906 por falta de integrantes. Los pocos futbolistas que le quedaron al Club Español tras la marcha de varios de ellos al extranjero para completar sus estudios, fueron acogidos en el seno del X.
| X S.C. (1906) |

## Local
| 1909–12 | 1912–15 | 1915–41 | 1941–66 | 1966–84 | 1984–93 | 1993–98 | 1998–99 | 1999–01 | 2000 (1) |

| 2001–02 | 2002–04 | 2004–05 | 2005–06 | 2006–07 | 2007–08 | 2008–09 | 2009–10 | 2010–11 | 2010 (2) |

| 2011–12 | 2012–13 | 2013–14 | 2014–15 | 2015–16 | 2016–17 | 2017–18 | 2018–19 | 2019–20 | 2020–21 |

| 2021-22 | 2022–23 | 2023–24 | 2024–25 |

| 1909–12 | 1912–15 | 1915–41 | 1941–66 | 1966–84 | 1984–93 | 1993–98 | 1998–99 | 1999–01 | 2000 (1) |

| 2001–02 | 2002–04 | 2004–05 | 2005–06 | 2006–07 | 2007–08 | 2008–09 | 2009–10 | 2010–11 | 2010 (2) |

| 2011–12 | 2012–13 | 2013–14 | 2014–15 | 2015–16 | 2016–17 | 2017–18 | 2018–19 | 2019–20 | 2020–21 |

| 2021-22 | 2022–23 | 2023–24 | 2024–25 |

| 1909–12 | 1912–15 | 1915–41 | 1941–66 | 1966–84 | 1984–93 | 1993–98 | 1998–99 | 1999–01 | 2000 (1) |

| 2001–02 | 2002–04 | 2004–05 | 2005–06 | 2006–07 | 2007–08 | 2008–09 | 2009–10 | 2010–11 | 2010 (2) |

| 2011–12 | 2012–13 | 2013–14 | 2014–15 | 2015–16 | 2016–17 | 2017–18 | 2018–19 | 2019–20 | 2020–21 |

| 2021-22 | 2022–23 | 2023–24 | 2024–25 |

| 1909–12 | 1912–15 | 1915–41 | 1941–66 | 1966–84 | 1984–93 | 1993–98 | 1998–99 | 1999–01 | 2000 (1) |

| 2001–02 | 2002–04 | 2004–05 | 2005–06 | 2006–07 | 2007–08 | 2008–09 | 2009–10 | 2010–11 | 2010 (2) |

| 2011–12 | 2012–13 | 2013–14 | 2014–15 | 2015–16 | 2016–17 | 2017–18 | 2018–19 | 2019–20 | 2020–21 |

| 2021-22 | 2022–23 | 2023–24 | 2024–25 |

| 120 años (3) |

| 120 años (3) |

Notas:

## Visitante
| 1974–83 | 1983–84 | 1984–89 | 1989–90 | 1990–92 | 1992–93 | 1993–94 | 1994–95 | 1995–96 | 1996–97 |

| 1997–98 | 1998–99 | 1999–00 | 2000–01 | 2001–02 | 2002–04 | 2004–05 | 2005–06 | 2006–07 | 2007–08 |

| 2008–09 | 2009–10 | 2010–11 | 2011–12 | 2012–13 | 2013–14 | 2014–15 | 2015–16 | 2016–17 | 2017-18 |

| 2018-19 | 2019–20 | 2020–21 | 2021–22 | 2022–23 | 2023–24 | 2024–25 |

## Alternativo
| 2010–11 | 2011–12 | 2012–13 | 2013–14 | 2015–16 | 2016–17 | 2017-18 | 2018-19 | 2019-20 |

| 2020-21 | 2021-22 | 2022-23 | 2023-24 | 2024-25 |

## Proveedores y patrocinadores
| Periodo   | Proveedor                                                    | Patrocinador                                    | Patrocinador adicional |
| --------- | ------------------------------------------------------------ | ----------------------------------------------- | ---------------------- |
| 1980–1984 | Meyba                                                        | Ninguno                                         | Ninguno                |
| 1984–1989 |                                                              | Ninguno                                         | Ninguno                |
| 1989–1990 | Araña                                                        |                                                 | Ninguno                |
| 1990–1994 | Ninguno                                                      |                                                 | Ninguno                |
| 1994–1999 |                                                              | Conservas Dani                                  | Ninguno                |
| 1999–2000 |                                                              | Conservas Dani / Centenario                     | Ninguno                |
| 2000–2002 | Futvol.com                                                   |                                                 | Ninguno                |
| 2002–2003 |                                                              | Vitel Mobile                                    | Ninguno                |
| 2003–2004 | Conservas Dani                                               |                                                 | Ninguno                |
| 2004–2006 | Grup Tarradellas                                             |                                                 | Ninguno                |
| 2006–2008 |                                                              | Grupo Quat                                      | Ninguno                |
| 2008–2010 | Interapuestas                                                |                                                 |                        |
| 2010–2011 | Interapuestas                                                |                                                 |                        |
| 2011–2012 | Cancún                                                       |                                                 |                        |
| 2012–2014 | Cancún                                                       |                                                 |                        |
| 2014–2015 | Power8                                                       | Riviera Maya                                    |                        |
| 2015–2016 | Power8                                                       | Riviera Maya                                    |                        |
| 2016–2017 | Rastar / 52tt.com / Hunan TV / 烈焰龙城 WeMade Entertainment | Riviera Maya                                    |                        |
| 2017-2018 | Riviera Maya / Biemlfdlkk / Rastar / La Marató de TV3        | InnJoo / SportyCo                               |                        |
| 2018–2019 |                                                              | Riviera Maya                                    | InnJoo                 |
| 2019–2020 | LD Sports                                                    | InnJoo / Riviera Maya                           |                        |
| 2020–2021 |                                                              | InnJoo / Riviera Maya / Global Racing Oil (GRO) |                        |
| 2021–2022 | Riviera Maya                                                 | / Reale Seguros / Global Racing Oil (GRO)       |                        |
| 2022–2023 | Riviera Maya                                                 | / Reale Seguros / Crypto SNACK                  |                        |
| 2023–2024 | Riviera Maya                                                 | Reale Seguros / Rastar / Stage Front            |                        |
| 2024–2025 | Conservas Dani                                               | Rastar /                                        |                        |